# One Hour by the Concrete Lake
Albums de Pain of Salvation
Entropia
(1997) The Perfect Element, part I
(2000)
One Hour by the Concrete Lake est le deuxième album du groupe suédois de metal progressif Pain of Salvation, publié en juillet 1998, par Avalon.

## Liste des chansons
Toute la musique est composée par Daniel Gildenlöw.
| No  | Titre              | Durée |
| --- | ------------------ | ----- |
| 1.  | Spirit of the Land | 0:43  |
| 2.  | Inside             | 6:12  |
| 3.  | The Big Machine    | 4:21  |
| 4.  | New Year’s Eve     | 5:37  |
| 5.  | Handful of Nothing | 5:39  |
| 6.  | Water              | 5:05  |
| 7.  | Home               | 5:44  |
| 8.  | Black Hills        | 6:32  |
| 9.  | Pilgrim            | 3:17  |
| 10. | Shore Serenity     | 3:13  |
| 11. | Inside Out         | 6:37  |